# Dorians
Dorians — рок-группа из Еревана, Армения, образована в июне 2008 года Ваагном Геворгяном, который является продюсером группы.

## История
В феврале 2009 года группа участвовала в отборе для участия на конкурсе Евровидение. В апреле 2009 года группа выиграла награду «Лучший дебют» на армянской музыкальной премии Ташир в Москве.
В июне 2009 года группа сыграла свой сольный гала-концерт в Ереване, отметив свой первый юбилей. В ноябре 2010 года группа дала четыре сольных концерта в Москве.
В 2011 году дорийцы завоевали сразу 3 премии Армянской национальной музыкальной премии в номинациях «Лучшая рок-группа», «Лучшее видео» и «Лучший вокал».
В апреле 2011 года группа выпустила свой первый студийный альбом «Fly», который был записан на студии «IPS» в Брюссель и выпущен студией «Translab» в Париже.
В августе 2011 года группа сыграла в качестве разогрева во время концерта Сержа Танкяна в Ереване.
13 декабря 2011 года Dorians победили в номинациях «Rock!» и «Лучший вокал» на VAN Music Awards 2011.
10 сентября в Спортивно-концертном комплексе им. К. Демирчяна и 13 сентября в Нагорном Карабахе состоялись гала-концерты группы Dorians совместно с клавишником Дереком Шериняном. Специальным гостем концерта был Гленн Хьюз.

Группа с композицией «Lonely Planet» представила Армению на конкурсе песни Евровидение-2013, заняв в финале 18-е место.

## Музыканты
- Гор Суджян — вокал, акустическая гитара[12]
- Гагик «Гагас» Ходавирди — лид-гитара
- Арман Пахлеванян — клавишные
- Эдгар Саакян — бас
- Арман Джалалян — ударные, перкуссия